# 里卡尔多·诺瓦克
里卡尔多·诺瓦克（義大利語：Riccardo Nowak，1885年1月16日—1950年2月18日），意大利击剑运动员。他曾代表意大利参加1908年夏季奥林匹克运动会击剑比赛，结果获得男子团体佩剑银牌。